# Theo Keilin
Theo Carl William Keilin, född 21 september 2003 i Västerås, är en svensk professionell ishockeyspelare.

## Klubbar
- Västerås IK J20, J20 Superelit (2019/2020 – 2020/2021)
- Skellefteå AIK J20, J20 Nationell (2021/2022 – 2023/2024)
- Skellefteå AIK, SHL (2021/2022 – 2023/2024)[2]
- Djurgårdens IF, Allsvenskan (2022/2023) (lån)
- Piteå HC, Hockeyettan (2023/2024) (lån)
- BIK Karlskoga, Allsvenskan (2023/2024) (lån)